# تونگن
تونگن (به آلمانی: Thüngen) یک منطقهٔ مسکونی در آلمان است که در ماین-اشپسارت واقع شده‌است.